# Silnice II/209
Silnice II/209 je silnice II. třídy, která vede z Krásna do Mezirolí. Je dlouhá 25,3 km. Prochází jedním krajem a dvěma okresy.

## Vedení silnice

### Karlovarský kraj, okres Sokolov
- Krásno (křiž. II/208, III/2091)
- Horní Slavkov (křiž. III/2093, III/2095)
- Údolí
- Loket (křiž. II/181, III/2099, III/00635)
- Nové Sedlo (křiž. D6, III/2097, III/2098)
- Chranišov (křiž. III/20911)
- Chodov (křiž. II/222, III/2092, peáž s II/222)

### Karlovarský kraj, okres Karlovy Vary
- Božičany (křiž. III/20910)
- Nová Role (křiž. III/2224)
- Mezirolí (křiž. II/220)